# Чемпіонат світу із шорт-треку
Чемпіонат світу із шорт-треку — ковзанярське змагання з бігу на короткій доріжці, що проводиться щорічно під егідою Міжнародного союзу ковзанярів й визначає переможців та призерів на окремих дистанціях, в естафетах і багатоборстві. Чемпіонат зазвичай проводиться в березні-квітні.
Міжнародний союз ковзанярів взяв під опіку змагання з шорт-треку в 1967 році, але не проводив міжнародних змагань до 1976-го. Перший офіційний чемпіонат світу відбувся 1981 року, але попередні змагання отримали статус чемпіонатів світу заднім числом.
Особисті змагання проводяться на дистанціях 500 метрів, 1000 метрів, 1500 метрів та 3000 метрів (суперфінал, до якого потрапляють вісім ковзанярів, що набрали найвищу суму очок на інших дистанціях). Естафетна гонка проходить на дистанції 5000 метрів у чоловіків та 3000 метрів у жінок. Очки нараховуються за місц в фіналах особистих забігів (станом на 2018 рік 34 очки за 1 місце, 21 за друге, 13 за третє, 8 за четверте, 5 за п'яте, 3 за шосте, 2 за сьоме, 1 за восьме). Починаючи з 2009 року лідеру після 1000 метрів у суперфіналі додають ще 5 очок. Ковзаняр та ковзанярка з найбільшою кількістю очок оголошується чемпіоном у багатоборстві. У разі однакової кількості очок перевага віддається тому, хто посів вище місце у суперфіналі.

## Таблиця медалей всіх чемпіонатів
Після чемпіонату 2018 року.
| Місце  | Країна          | Золото | Срібло | Бронза | Загалом |
| ------ | --------------- | ------ | ------ | ------ | ------- |
| 1      | Південна Корея  | 100    | 74     | 65     | 238     |
| 2      | Канада          | 64     | 74     | 63     | 201     |
| 3      | КНР             | 64     | 45     | 43     | 153     |
| 4      | США             | 16     | 16     | 30     | 62      |
| 5      | Японія          | 13     | 19     | 21     | 53      |
| 6      | Нідерланди      | 10     | 14     | 11     | 35      |
| 7      | Велика Британія | 7      | 10     | 20     | 37      |
| 8      | Італія          | 5      | 13     | 20     | 38      |
| 9      | Росія           | 3      | 3      | 5      | 11      |
| 10     | Австралія       | 2      | 5      | 3      | 10      |
| 11     | Угорщина        | 1      | 3      | 1      | 5       |
| 12     | Польща          | 0      | 1      | 0      | 1       |
| Усього | Усього          | 284    | 276    | 282    | 844     |

## Рекорди

### Кількість титулів
- Чоловіки: / Віктор Ан: 6 (2003-2007, 2014)
- Жінки:  Ян Ян (A) : 6 (1997-2002)

### Найбільше титулів поспіль
- Чоловіки:  Ан Хьон Су: 5 (2003-2007)
- Жінки:  Ян Ян (A): 6 (1997-2002)

### Усі золоті медалі
- Чоловіки: 2002 ( Кім Дон Сун)
- Чоловіки: 1992 ( Кім Кі Хун)
- Жінки: 1983 ( Сильві Дегль)- першість в естафеті не зарахована попри перемогу в гонці, оскільки тоді естафета була неофіційною

### Усі золоті медалі одній країні
- Чоловіки: 1982-1983 ( Канада), 1992 ( Південна Корея)
- Жінки: 1982 ( Канада), 2005 ( Південна Корея)

## Виноски
1. ↑  Правила та положення. Архів оригіналу за 5 січня 2018. Процитовано 1 травня 2018.